# هوتر عثت (تمثال برونزي)

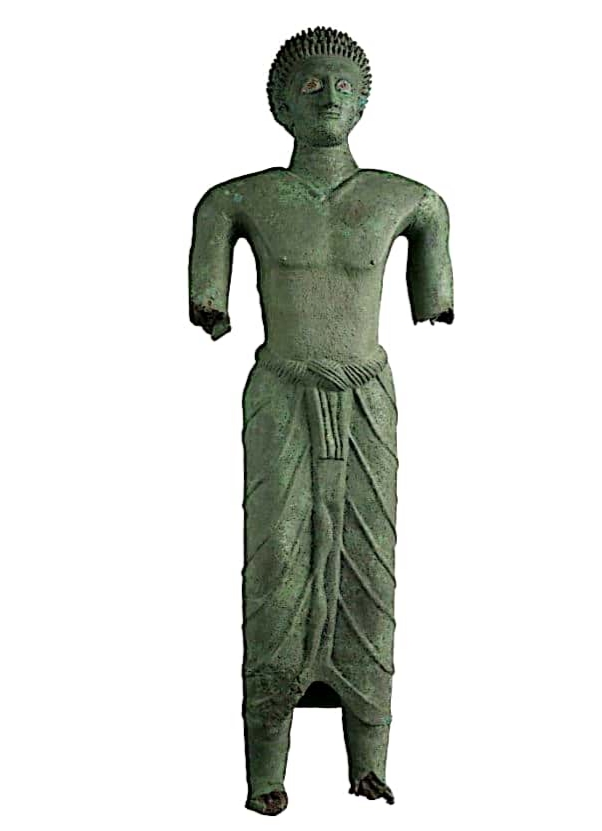
تمثال هوتر عثت من الأمام عند ترميمه في فرنسا.

هوتر عثت بن رضو إل: رجل أرستقراطي من أسرة شللم (شلال)، وهو سيد السبئيون المستوطنين في مدينة نشق. صاحب التمثال البرونزي، الذي عثر عليه في خربة البيضاء (قديماً: مدينة نشق)  في محافظة الجوف.
بفضل اتفاقية التعاون بين الهيئة العامة للآثار والمتاحف اليمنية ومتحف اللوفر - والتي تمت بدعم السفارة الفرنسية في صنعاء ووزارة الخارجية الفرنسية في عام 2006 - أختير التمثال للترميم في فرنسا وقد عُرٍض في متحف اللوفر بعد ترميمه في الفترة من 15 مايو حتى 20 أكتوبر 2007. حالياً التمثال في المتحف الوطني في العاصمة صنعاء.

## تاريخ التمثال
وفقاً للمعطيات الحديثة، يمكننا تأريخ التمثال إلى الربع الأول من القرن الرابع قبل الميلاد، في عهد "يدع إيل بين بن يثع أمر"، آخر المكاربة وأول ملوك سبأ. يعاصر هذا النصب، التمثال البرونزي الشهير لمعد كرب من مأرب، المخصص في معبد أوام، والذي يذكر أيضًا ملكه "يدع إيل بين".

## نص نقش التمثال
كُتب في هذا التمثال:
1. هوتر عثت بن رضو إل من أُسرة شللم
2. عبد ذي مذاب قدم لإلمقه سيد مستوطني
3. نشقم تمثال من البرونز من بواكير غلالة أهداها له
4. هو وأباه رضو إل <بالإضافة> للحيعثت وإبنه
5. رأب عثت وكل نسائه وأبنائه
6. وممتلكاته ودياره في مأرب ونشقم وكل
7. نخيله وكرومه ومزارعة في وادي نشقم
8. حيث أعطاه إلمقه كل ما وعده به
9. بعثتر وإلمقه وبذات حميم وبذات بعدنم
10. وذات نشقم ويدع إل بين ملك سبأ
11. وسيده يشرح إل وإل شرح ذي مذاب وبأبيه رضو إل.

## معرض الصور

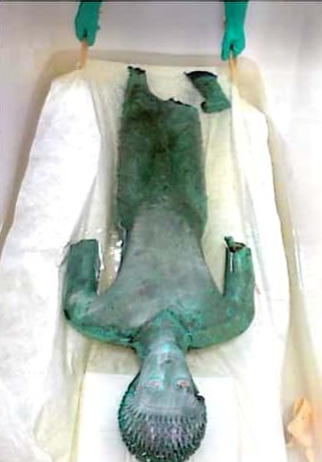
تمثال هوتر عثت عند ترميمه في فرنسا.
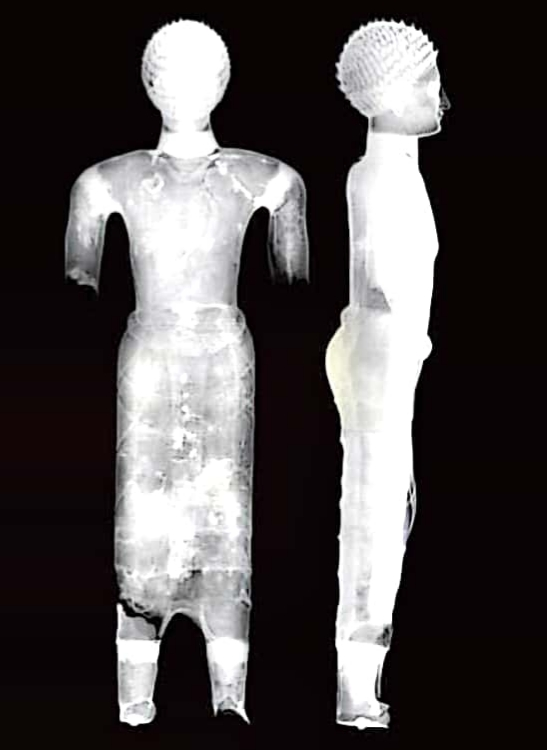
تمثال هوتر عثت عند ترميمه في فرنسا.
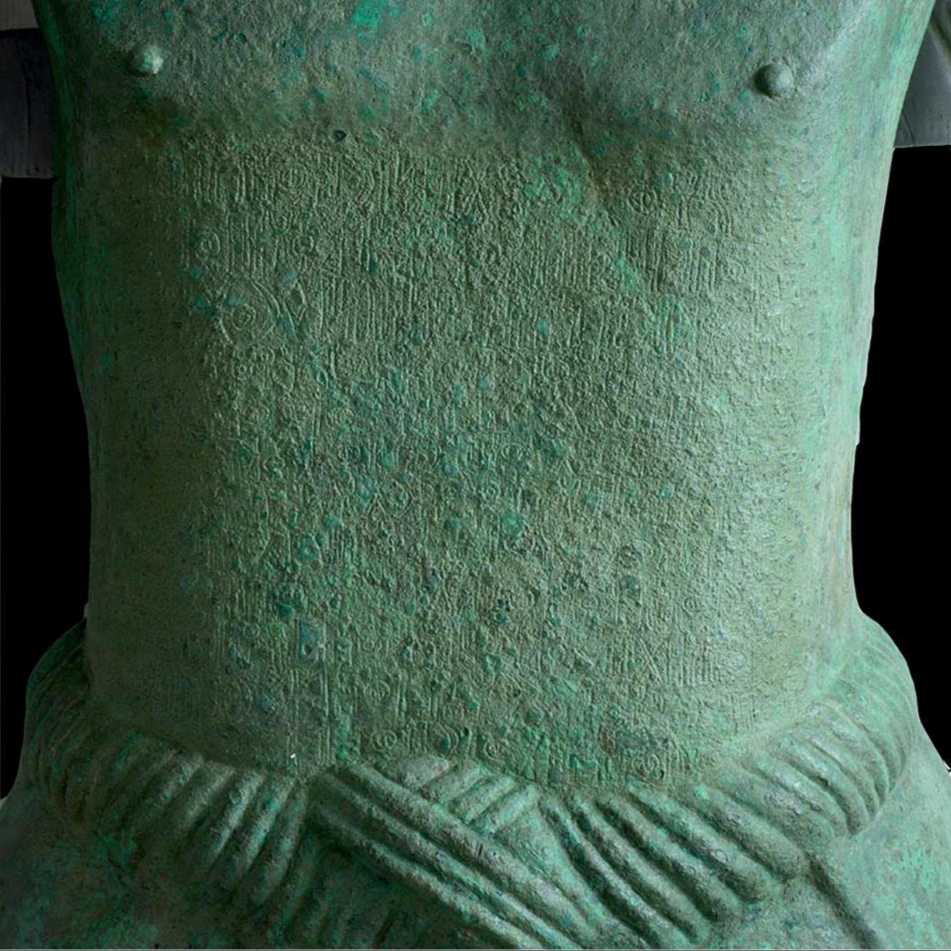
تمثال هوتر عثت عند ترميمه في فرنسا ويظهر النقش المكون من 12 سطرًا.
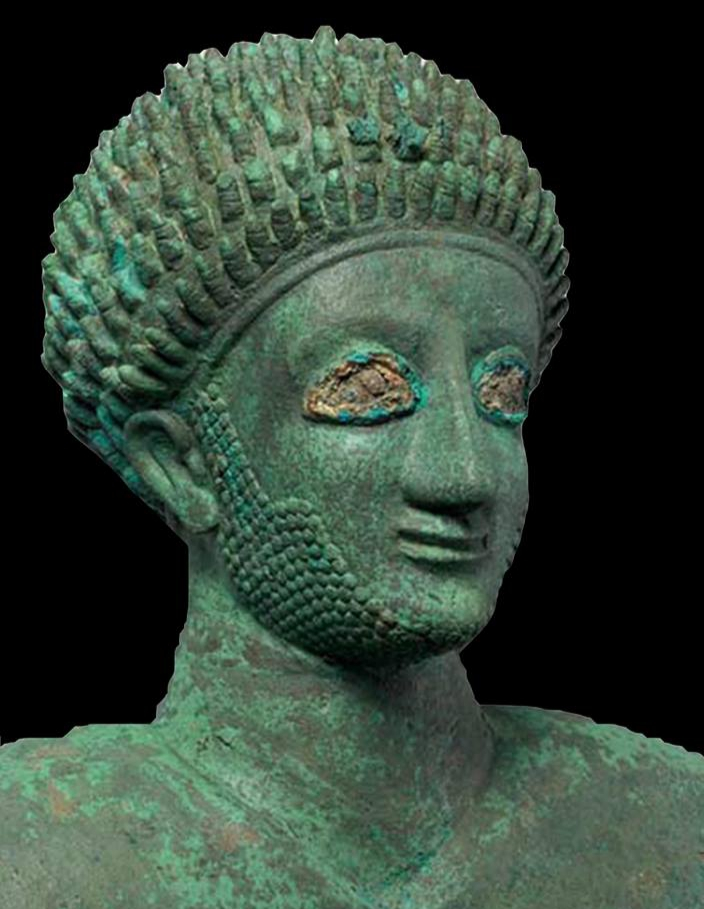
تمثال هوتر عثت عند ترميمه في فرنسا ويشبه تمثال الملك معديكرب.
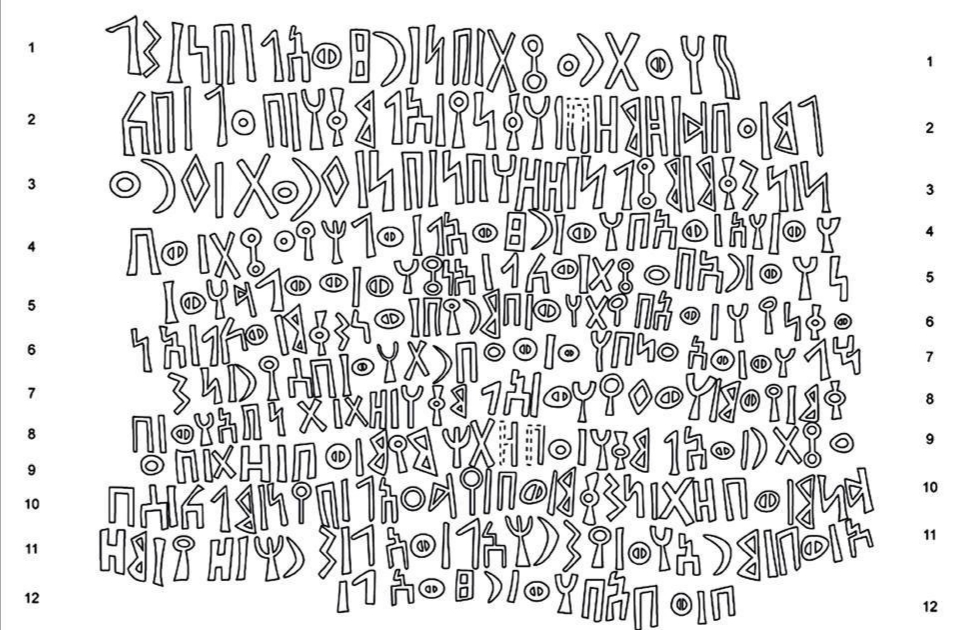
تفريغ للنقش المكون من 12سطرا على بطن هوتر عثت.
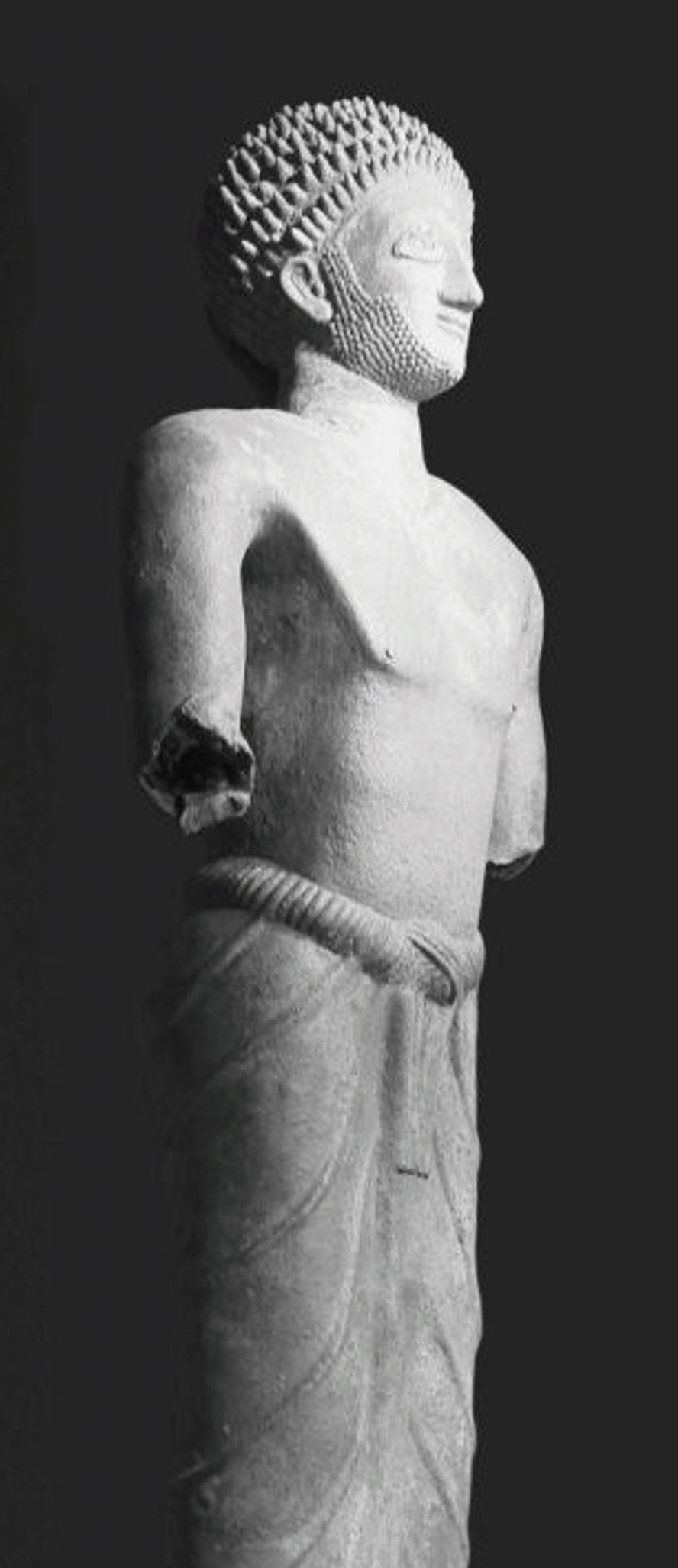
تمثال هوتر عثت بعد  ترميمه في فرنسا صورة جانبية.
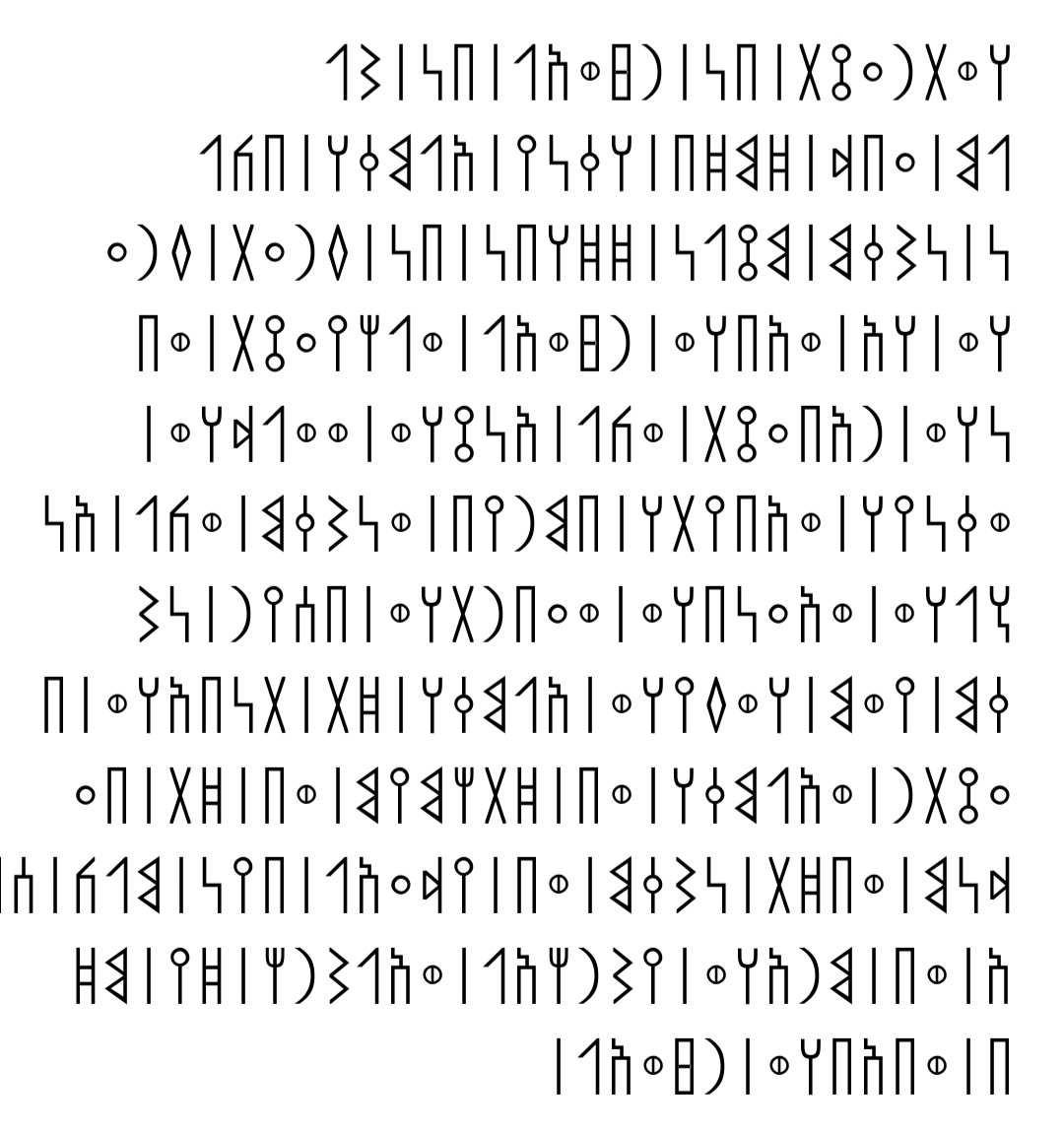
النقش الموجود على بطن تمثال هوتر عثت.

### هوامش
1. ↑  تمثال عوثت (YM 23206) من عهد "يدع إيل بين بن يثع أمر" حاكم سبأ خلال الربع الأول من القرن الرابع قبل الميلاد. وتم تأكيد ذلك من خلال نص آخر وهو النقش (A-20-216) والمؤرخ بسنة 298 ق م – السنة السابعة من حكم سلوقس الأول والملك السبئي "يدع إيل بين بن سمه علي ينوف". وتجدر الإشارة إلى أن "يدع إيل بين بن سمه علي ينوف" هو حفيد "يدع إيل بين بن يثع أم"ر، وسلسلة آبائه كالآتي: "يدع إيل بين بن [سمه علي ينوف] بن [يكرب ملك ذريح] بن [سمه علي ينوف] بن يدع إيل بين" أي أن بين بداية عهد كلاٍ من الملكين مئة عام تقريباً. يدع إيل بين الأول حكم في الربع الأول من القرن الرابع، ويدع إيل بين الثاني حكم خلال الربع الأول من القرن الثالث قبل الميلاد.